# Maurice Schoemaker
Maurice Pierre Schoemaker (Anderlecht, 27 december 1890 - Etterbeek, 24 augustus 1964) was een Belgisch componist. Voor bepaalde werken gebruikte hij het pseudoniem: Wil Saer.

## Levensloop
Hij was zoon van tuinier Jean Baptiste Schoemaker en onderwijzeres Marie Leonie Raes.
Wat de muzikale opvoeding betreft was Schoemaker autodidact. Pas op later leeftijd startte hij privéstudies voor harmonieleer bij Theo Ysaÿe, contrapunt bij Michel Brusselmans, fuga bij Martin Lunssens en compositie bij Paul Gilson. Hij was afgevaardigd beheerder bij de Belgische auteursrechtenorganisatie SABAM. Ook behoorde hij als leerling van Paul Gilson tot de componistengroep De Synthetisten. Opmerkelijk zijn zijn overwegend Vlaamse titels en zijn romantische stijl, duidelijk volgens Gilson-normen.
Zijn symfonisch gedicht Vuurwerk (1924) werd een succes onder andere dank de voortreffelijke uitvoeringen van het Groot Harmonieorkest van de Belgische Gidsen onder leiding van Arthur Prévost. Naast dit werk getuigd ook zijn opera Swane van een rijke orkestratie en evocatieve natuur. Samen met Marcel Poot wist hij binnen de groep van De Synthetisten zijn uitgesproken Vlaams karakter te bewaren.
Als dirigent stond hij vanaf 1925 voor het Dierentuinorkest in Antwerpen van Flor Alpaerts en dirigeerde eigen werken.

## Composities

### Werken voor orkest
- 1914 Een luimig reisje, voor kamerorkest
- 1922 Brueghel suite, voor orkest
- 1922 Deux fantasques, voor orkest
- 1925 Ter school, voor kamerorkest
- 1930 De legende van Heer Halewijn, symfonisch gedicht voor orkest
- 1931 Vlaamse rapsodie, voor orkest
- 1932 Eglogue d'automne, voor kamerorkest
- 1934 Les rois mages, voor klein orkest
- 1934 Vlaamse tonelen, voor orkest
- 1935 Drie volksliederen, voor kamerorkest
- 1936 Petite suite dans le style rococo, voor kamerorkest
- 1938 Sinfonia breve, voor orkest
- 1942 Mouvement symphonique, voor orkest
- 1943 Scènes espagnoles, voor kamerorkest
- 1944 Vlaamse dansen nr. 1 en 2, voor orkest
- 1946 Symphonie in a-mineur, voor orkest
- 1949 Marillac l'Epée, voor orkest
- Sinfonische beweging

### Concerten met orkest
- 1920 Récit-Aria-Final, voor viool en orkest
- 1920 Romance, voor cello en orkest
- 1929 Sinfonia da Camera, voor saxofoonkwartet en orkest
- 1931 (circa) “Le légende de Sire Halewijn”, voor cello en orkest
- 1939 Pièce concertante, voor trombone en orkest
- 1941 Variazioni, voor hoorn en orkest
- 1947 Concerto, voor fagot en orkest

#### Heer Halewijn
“Le légende de Sire Halewijn”, voor cello en orkest was diverse keren in de jaren dertig in Nederland te beluisteren. Cellist Marix Loevensohn, aan wie het opgedragen is, speelde het met orkesten in Leeuwarden, Rotterdam en Haarlem. In 1932 speelde hij het begeleid door het Rotterdams Philharmonisch Orkest onder leiding van Eduard Flipse. Het Vaderland constateerde een werk met in het begin veel dissonanten, dat later tot rust komt. Er werd vastgesteld dat het werk meermalen beluisterd moest worden om het te doorgronden. Het is voorts het enige werk van Schoemaker dat het Concertgebouworkest in Amsterdam van hem speelde, Marix Loevensohn was erin (opnieuw) solist onder leiding van Lodewijk De Vocht op 7 juli 1935; het was geprogrammeerd tussen Ouverture Charlotte Corday van Peter Benoit en Vreugde van de dirigent; na de pauze volgde de Symfonie in d-mineur van César Franck. Schoemaker was bij de uitvoering aanwezig. Paul F. Sanders meldde daarop in Het Volk dat het werk grote gebreken kent; de componist blijft op twee gedachten hinken. Andere hielden het op een talentvol componist.

### Werken voor harmonie- en fanfareorkesten
- 1922 Feu d'Artifice - vuurwerk, voor fanfareorkest - later ook voor harmonieorkest en 1924 ook voor symfonisch orkest
- 1934 Vlaamse taferelen - Scènes flamandes, voor harmonieorkest
- 1934 fantasie op het ballet "De Koning drinkt", voor harmonie- of fanfareorkest
- 1947 Ouverture romane, voor harmonieorkest
- Variaties over en thema van Wil Saer, voor harmonieorkest

### Muziektheater

#### Opera's
| Voltooid in | titel                  | aktes   | première                                               | libretto                                                                       |
| ----------- | ---------------------- | ------- | ------------------------------------------------------ | ------------------------------------------------------------------------------ |
| 1933        | De Swane               |         | 19 februari 1933, Antwerpen, Koninklijke Vlaamse Opera | Emmanuel de Bom, gebaseerd op Stijn Streuvels pantheïstisch verhaal "Het woud" |
| 1937        | Arc-en-ciel            | 1 akte  | 7 januari 1963, Vlaamse Radio- en Televisieomroep      | Michel de Ghelderode                                                           |
| 1954        | De toverviool - Kasper | 2 aktes | 6 december 1960, Vlaamse Radio- en Televisieomroep     | Anton Van de Velde                                                             |

#### Balletten
- 1937 Pan, ballet

#### Schouwspel
- 1938 Sire Halewijn, incidentele muziek voor het schouwspel van Michel de Ghelderode voor Recitanten, zang, koor en orkest

### Koormuziek
- 1914 Kleine vierstemmige suite, voor gemengd koor a capella - tekst: Emmanuel Hiel
- 1920 Christus factus est, voor vijfstemmig gemengd koor a capella

### Vocaal- en koormuziek met orkest of instrumenten
- 1921 La barque visionnaire, voor sopraan en orkest - tekst: C. L. Baudouin
- 1926 Het was een schoone tijd, voor zangstem en piano - tekst: Richard Minne
- 1929 De bloemen op wandel, voor kinderkoor (Sopraan - Alt) en orkest - tekst: J. Minnekens
- 1929 Psaume - Psalm, voor mezzosopraan of bariton en orkest - tekst: Michel de Ghelderode
- 1929 Sinfonia da camera, voor gemengd vocaal kwartet en kamerorkest
- 1930 2 Mélodies, voor zangstem en piano - tekst: Willy Koninckx
- 1934 Zonnedag, voor zangstem en piano - tekst: Willem Gyssels
- 1937 Gouden regen, voor zangstem en piano - tekst: Willem Gyssels
- 1938 Le Ciel en nuit s'est déplié..., voor zangstem en piano - tekst: Verhaeren
- 1938 Le ménétrier, voor zangstem en orkest (of piano) - tekst: Robert Vivier

### Kamermuziek
- 1940 - Suite Champêtre, voor hobo, klarinet en fagot
- 1961 - Vogelkooi, voor klarinetkwartet

### Werken voor orgel
- 1937 - Pièce héroïque

### Werken voor piano
- 1934 - Sonate in ut
- 1936 - Fünf Rhythmen
- 1949 - Grafstede van Chopin, voor twee piano's

## Publicaties
- Les Cahiers de la Musique 2, 102-04 (Met werklijst)

- Gemeinsame Normdatei: 134879317
- International Standard Name Identifier: 0000 0000 7369 5641
- Library of Congress Control Number: nr89002225
- MusicBrainz: cf542c51-b5e5-40cb-8094-556e675651c7
- Nationale Bibliotheek van Tsjechië: xx0109891
- Nationale Bibliotheek van Israël: 987007397328305171
- Nederlandse Thesaurus van Auteursnamen: 191881864
- Virtual International Authority File: 42266453
- WorldCat: E39PBJvhvCcFXwJwT3cxFqxdQq